# 1822 en littérature
| Années de la littérature : 1819 - 1820 - 1821 - 1822 - 1823 - 1824 - 1825    |
| Décennies de la littérature : 1790 - 1800 - 1810 - 1820 - 1830 - 1840 - 1850 |

Cet article présente les faits marquants de l'année 1822 en littérature.

## Événements
- 2 avril : Honoré de Balzac traite ses œuvres de jeunesse de cochonneries littéraires dans une lettre adressée à sa sœur Laure Surville. En juin, il devient l'amant de Laure de Berny, âgée de plus de vingt ans que lui. Elle lui inspire, quelques années plus tard, le personnage de Madame de Mortsauf dans Le Lys dans la vallée.

- 15-29 août[1] : Walter Scott, anobli deux ans auparavant, accueille à Édimbourg le roi George IV pour lequel il organise des cérémonies grandioses au cours desquelles il est symboliquement revêtu d'un kilt aux couleurs du clan Campbell, allié en 1745 à la famille de Hanovre contre le prétendant jacobite. Cette réception marque le début de l'alliance de la famille royale britannique et des clans écossais.

## Parutions

### Essais
1. Comte Marie-Gabriel-Florent-Auguste de Choiseul-Gouffier (1752-1817) : Voyage pittoresque de la Grèce (tome 2, volume 2).
2. 17 août : De l'amour de Stendhal
3. Benjamin Constant : second volume des Mémoires sur les Cent-Jours, en forme de lettres.

### Poésie
1. Victor Hugo : Odes et poésies diverses, recueil qui lui vaut une pension royale.
2. Adam Mickiewicz (polonais, 1798-1855) : Ballades et romances, un grand succès.
3. Alfred de Vigny : Poèmes.
4. Jasmin : La fidelitat agenesa.

### Romans
1. Honoré de Balzac :  le Vicaire des Ardennes, roman sous pseudonyme.
2. Charles Nodier : Trilby ou le Lutin d’Argail, récit fantastique.
3. Alexandre Pouchkine (russe) : La Fontaine de Balkhtchissaraï.
4. Thomas de Quincey : Confessions d'un opiomane.

## Principales naissances
- 26 mai : Edmond de Goncourt, écrivain français († 16 juillet 1896).
- 21 août : Antoinette Drohojowska, écrivain français († 30 octobre 1890).
- 10 novembre : Angelo de Sorr (Ludovic Sclafer), écrivain français († 1881).